# Shamita Shetty
Shamita Shetty (język tulu: ಶಮಿತಾ ಶೆಟ್ಟಿ, ur. 2 lutego 1979 w Mangaluru w stanie Karnataka, na Malabarskim) – bollywoodzka aktorka, młodsza siostra sławniejszej Shilpa Shetty. Razem zagrały w Fareb. Dotychczas występowała w rolach drugoplanowych (debiut w Miłość żyje wiecznie) i występach tanecznych w piosenkach (najbardziej znane „Sharara Sharara” w Weselu mojej ukochanej i Chori Pe Chori” w Ukochanej). Główną rolę zagrała u boku Emraana Hashmi w dreszczowcu Zeher.

## Filmografia
| Rok  | Film                       | Rola                               | Uwagi                                        |
| ---- | -------------------------- | ---------------------------------- | -------------------------------------------- |
| 2000 | Miłość żyje wiecznie       | Ishika                             |                                              |
| 2002 | Ukochana                   | tylko w piosence „Chori Pe Chori”  |                                              |
| 2002 | Raajiyam                   | Pooja Karthikeyan                  | tamilski                                     |
| 2002 | Wesele mojej ukochanej     | tylko w piosence „Sharara Sharara” |                                              |
| 2003 | Piliste Palakutha          | Studentka                          | telugu                                       |
| 2004 | Wajahh: A Reason to Kill   | Ishita                             |                                              |
| 2004 | Agni Pankh                 | Anjana                             |                                              |
| 2005 | Fareb                      | Ria                                |                                              |
| 2005 | Zeher                      | Sonia Mehra                        |                                              |
| 2005 | Bewafaa                    | Pallavi                            |                                              |
| 2006 | Mohabbat Ho Gayi Hai Tumse |                                    |                                              |
| 2007 | Cash                       | Shania                             |                                              |
| 2007 | Heyy Babyy                 |                                    | gościnnie w piosence                         |
| 2008 | Leelai                     |                                    | Tamil równolegle w telugu pt Adi Oka Idhi Le |